# Список населённых пунктов Тутаевского района
Список населённых пунктов Тутаевского района Ярославской области России.
Административный центр — город Тутаев.

## А
- Аксентьево — деревня
- Аксенцево — деревня
- Акулиха — деревня
- Александровское — деревня
- Алексеевское — деревня
- Алексейцево — деревня
- Алексино — деревня
- Антифьево — деревня
- Артемьево — деревня
- Афанасово — деревня
- Аферищево — деревня

## Б
- Бариново — деревня
- Баскаково — деревня
- Баскачево — деревня
- Бегоульцево — деревня
- Безмино — деревня
- Белавино — деревня
- Белешино — деревня
- Белятино — деревня
- Березино — деревня
- Благовещенье — село
- Богатырево — деревня
- Богдановка — деревня
- Болотово — деревня
- Большое Галкино — деревня
- Большое Масленниково — деревня
- Большое Титовское — деревня
- Борисово — деревня
- Борисовское — деревня
- Борисоглеб — село
- Борисцево — деревня
- Брянцево — деревня
- Бубново — деревня

## В
- Вартаково — деревня
- Ваулово — деревня
- Ваулово — посёлок
- Ваулово — село
- Ваулово — посёлок
- Великое Село — деревня
- Верещагино — село
- Веригино — деревня
- Верково — деревня
- Верхние Козловки — деревня
- Вознесенье — село
- Волжский — посёлок
- Волково — деревня
- Воронино — деревня
- Вороново — деревня
- Воротники — деревня
- Выползово — деревня
- Вышницы — деревня

## Г
- Гавриловское — деревня
- Гаврово — деревня
- Галкино — деревня
- Галкино — деревня
- Глотово — деревня
- Голенинское — деревня
- Голенищево — деревня
- Голубково — деревня
- Гораздово — деревня
- Горинское — деревня
- Григорово — деревня
- Григорьевское — деревня
- Гуреево — деревня

## Д
- Данилково — деревня
- Дементьево — деревня
- Дмитриевское — деревня
- Долговское — деревня
- Долгополица — деревня
- Дор — деревня
- Дорки — деревня
- Дорожаево — деревня
- Дубасово — деревня
- Дубровино — деревня
- Дудки — деревня

## Е
- Евчаково — деревня
- Елизарово — деревня
- Емишево — деревня
- Ермолово — деревня
- Ерофеево — деревня
- Есипово — деревня
- Есюки — деревня
- Ефимово — деревня

## Ж
- Жаворонково — деревня
- Жарки — деревня

## З
- Забелино — деревня
- Зайки — деревня
- Залужье — деревня
- Зарницино — деревня
- Здоровцево — село
- Зеркаево — деревня
- Зманово — деревня
- Зубарево — деревня
- Зуево — деревня

## И
- Иванищево — деревня
- Ивановское — деревня
- Ивановское — деревня
- Ивановское — деревня
- Ивановское — деревня
- Ильинское — деревня
- Ильинское — село
- Илькино — деревня
- Ионовское — деревня
- Исаево — деревня
- Исаково — деревня
- Исаковское — деревня

## К
- Кабатово — деревня
- Каликино — деревня
- Калино — деревня
- Калошино — деревня
- Каменка — деревня
- Карачарово — деревня
- Карбушево — деревня
- Кардинское — деревня
- Квашнино — деревня
- Киверники — деревня
- Кирилловское — деревня
- Киселево — деревня
- Киселево — деревня
- Клинцево — деревня
- Князево — деревня
- Кобылино — деревня
- Ковалево — деревня
- Козлово — деревня
- Колечково — деревня
- Коломино — деревня
- Константиново — деревня
- Константиновский — посёлок
- Копнинское — деревня
- Короваево — деревня
- Коромыслово — деревня
- Корцово — деревня
- Косяково — деревня
- Крапивино — деревня
- Красинское — деревня
- Красково — деревня
- Красново — деревня
- Красный Бор — посёлок
- Красный Октябрь — посёлок
- Кренево — деревня
- Кривандино — деревня
- Крюково — деревня
- Куземкино — деревня
- Кузилово — деревня
- Кузнецово — деревня
- Кузнецово — деревня
- Кузнецово — деревня
- Кузьминское — деревня
- Кулиги — деревня
- Куприяново — деревня
- Куприянцево — деревня
- Курякино — деревня
- Кучерово — деревня

## Л
- Лазарцево — деревня
- Лапино — деревня
- Летешовка — посёлок
- Липовки — деревня
- Лихачево — деревня
- Логиново — деревня
- Ломки — деревня
- Лукинское — деревня
- Лутовинино — деревня
- Лыкошино — деревня

## М
- Мазино — деревня
- Макарино — деревня
- Малахово — деревня
- Малое Масленниково — деревня
- Малое Титовское — деревня
- Малый Покров — село
- Манаково — деревня
- Манеево — деревня
- Манцурово — деревня
- Манылово — деревня
- Марино — деревня
- Марково — деревня
- Мартыново — деревня
- Масленики — деревня
- Машаково — деревня
- Медведево — деревня
- Медведки — деревня
- Медведово — деревня
- Метенинино — деревня
- Микляиха — посёлок
- Миланино — деревня
- Мильцево — деревня
- Мирогостово — деревня
- Митинское — деревня
- Митюшино — деревня
- Михайлово — деревня
- Михайловское — деревня
- Михайловское — деревня
- Михалево — деревня
- Михалево — деревня
- Михальцево — деревня
- Михеево — деревня
- Мишаки — деревня
- Мишаки — деревня
- Мишутино — деревня
- Мокроусово — деревня
- Мотово — деревня
- Мотылево — деревня
- Мухино — деревня
- Мятлиха — деревня

## Н
- Назарово — деревня
- Непоковское — деревня
- Никаново — деревня
- Никитинское — деревня
- Никифорово — деревня
- Николо-Заболотье — деревня
- Николо-Эдома — село
- Никольское — село
- Никольское — деревня
- Никоново — деревня
- Никульское — посёлок
- Никульское — деревня
- Новенькое — деревня
- Новенькое — деревня
- Новое — село
- Новое — деревня
- Новоселки — деревня
- Новотроицкое — деревня
- Новый Посёлок — деревня

## О
- Обломищино — деревня
- Огняники — деревня
- Олехово — деревня
- Олешково — деревня
- Олюнино — деревня
- Омелино — деревня
- Омелино — деревня
- Осташево — деревня
- Отмищево — деревня
- Охотино — деревня

## П
- Павловское — деревня
- Павловское — деревня
- Панино — деревня
- Панкратово — деревня
- Панфилово — деревня
- Паратики — деревня
- Парняково — деревня
- Парфенково — деревня
- Пасынково — деревня
- Перепечино — деревня
- Першино — деревня
- Петрецово — деревня
- Петрунино — деревня
- Петрушино — деревня
- Петуховка — деревня
- Пешково — деревня
- Пищалево — деревня
- Погорелка — деревня
- Погост — деревня
- Подлесное — деревня
- Подольское — деревня
- Подосеново — деревня
- Пожарово — деревня
- Полутино — деревня
- Полуэктово — деревня
- Помогалово — деревня
- Понгилово — деревня
- Попадино — деревня
- Поточелово — деревня
- Потыкино — деревня
- Починок — деревня
- Починок — деревня
- Починок — деревня
- Прибрежное — деревня
- Прошево — деревня
- Пустово — деревня
- Пустово — посёлок при станции
- Путиловка — деревня
- Пшеничище — село

## Р
- Ратислово — деревня
- Ратмирово — посёлок
- Реброво — деревня
- Родионово — деревня
- Родионцево — деревня
- Рождественное — деревня
- Рожновка — деревня
- Рольино-Волохонское — деревня
- Рольино-Шаготское — деревня
- Рославлево — деревня
- Руновское — деревня
- Рыково — деревня

## С
- Саблуково — деревня
- Савинское — село
- Сазоново — деревня
- Сальково — деревня
- Саматово — деревня
- Сельцо — деревня
- Сельцо — деревня
- Селюнино — деревня
- Семенники — деревня
- Скрылево — деревня
- Слизнево — деревня
- Слонятино — деревня
- Снегиревка — деревня
- Сокшейки — деревня
- Софронки — деревня
- Становщиково — деревня
- Старово — деревня
- Столбищи — деревня
- Стояново — деревня
- Строкино — деревня
- Студенец — деревня
- Суглобино — деревня
- Сумаково — деревня
- Сухоногово — деревня
- Сущево — деревня

## Т
- Тамарово — деревня
- Теляково — деревня
- Терехово — деревня
- Тимоханово — деревня
- Тоболино — деревня
- Трубино — деревня
- Тутаев — город

## У
- Уварово — деревня
- Ульяново — деревня
- Урдома — посёлок
- Устиново — деревня
- Ушаково — деревня

## Ф
- Фарисеево — деревня
- Федорково — деревня
- Фефелово — деревня
- Филимоново — деревня
- Филинское — деревня
- Филисово — деревня
- Фоминское — посёлок

## Х
- Холм — деревня

## Ц
- Цветково — деревня

## Ч
- Чебаково — деревня
- Чёбаково — посёлок
- Ченцы — деревня
- Чирково — деревня
- Чудиново — деревня

## Ш
- Шахматово — деревня
- Шелково — деревня
- Шеломки — деревня
- Шеломяна — деревня
- Шишкино — деревня
- Шпаново — деревня
- Шуино — деревня

## Щ
- Шумихино — деревня
- Щетино — деревня

## Ю
- Юдаково — деревня
- Юрицево — деревня
- Юрьевское — деревня

## Я
- Языково — деревня
- Яковлево — деревня
- Яковцево — деревня
- Ясиплево — деревня
- Яскино — деревня